# Brig

Brig, tudi brigantina, je tip lesene ladje, opremljene z dvema jamborjema, ki je imel križna jadra.

## Značilnosti
Brig je imel tudi vesla v primeru brezvetrja. Z namestitvijo lahkih topov so ga uporabljali tudi kot lahko vojno ladjo. Posebej priljubljeni so bili brigi v 18. in začetku 19. stoletja. S prihodom parnikov so postali zastareli, saj so potrebovali več članov posadke (zaradi dela z jadri) in ker je bilo z njimi težko pluli proti vetru.

### Razlike med brigom in brigantino
Brig in brigantina sta si na prvi pogled podobna, saj sta oba dvojamborni jadrnici, glavne razlike med njima so v sistemu jadrovja:
Brig ima vsaj jamborna jadra kvadratne oblike, kar mu daje moč in stabilnost pri plovbi z vetrom v hrbet. Zaradi tega je bil priljubljen v mornarici in trgovini, saj je lahko nosil več tovora in orožja.
Brigantina ima kvadratno jadro le na prednjem, t.i. premčnem jamborju, medtem ko je glavni jambor opremljen z vzdolžnimi jadri. Ta so ji omogočala večjo okretnost in boljše manevriranje, zlasti v obalnih vodah ali pri plovbi proti vetru.